# Ion Th. Simionescu
Ion Simionescu (n. 10 iulie 1873, Fântânele, județul Bacău, România – d. 7 ianuarie 1944, București) a fost un geolog și paleontolog român, membru titular (1911) al Academiei Române.

## Viața
Rămas orfan de mic copil, Ion Simionescu a fost crescut la Botoșani de bunica lui. După absolvirea liceului a studiat la facultatea de Științe Naturale a Universității din Iași, unde a fost elevul chimistului Petru Poni și al geologului Grigore Cobălcescu.
Specializându-se în geologie și paleontologie, Simionescu a devenit în 1900 profesor la Universitatea din Iași la vârsta de numai 27 ani. După 29 ani de activitate la Universitatea din Iași, a fost chemat la Universitatea din București, pentru a-i succeda la catedra de geologie profesorului Sabba Ștefănescu.
În afara activității didactice și de cercetare, Ion Simionescu a devenit cunoscut și prin numeroasele sale cărți și activități de popularizare a științei în rândul publicului larg.
Fiica sa, Cecilia Maria Simionescu (1900-1961), a devenit cunoscută sub pseudonimul Sanda Marin ca autoarea unei faimoase cărți de bucate.

## Studii
Între 1879 și 1890 a urmat cursurile primare la Școala nr. 1 „Marchian” și apoi Liceul „Laurian” din Botoșani, fiind coleg de școală cu Nicolae Iorga. În 1890 s-a înscris la Facultatea de Științe a Universității din Iași, unde i-a avut ca profesori pe Grigore Cobălcescu și Petru Poni. În septembrie 1894 își ia licența în științele naturale, iar în toamna anului 1895, obținând, prin concurs bursa „Vasile Adamachi” acordată de Academia Română, pleacă la Viena, în vederea specializării în geologie și paleontologie. Universitatea din Viena, centru recunoscut al geologiei europene la acea vreme, dominat de figura marelui geolog Eduard Suess, i-a oferit lui Simionescu condiția ca, printr-o muncă susținută, să-și poată prezenta, la 21 iulie 1898, teza de doctorat cu titlul Über Die Geologie des Quellengebietes der Dâmbovicioara (Rumänien), devenind doctor în filozofie (specialitatea geologie). Un an mai târziu, la Grenoble se specializează în paleontologia amoniților eocretacici, sub conducerea lui W. Kilian, o somitate în domeniu în acea vreme.
În perioada 1899-1900 funcționează ca preparator la Catedra de Mineralogie, condusă de V. C. Butureanu, iar la 28 noiembrie 1900 este numit profesor suplinitor la Catedra de Geologie-Paleontologie a Facultății de Științe din Iași. La 15 ianuarie 1902, este definitivat, prin concurs, ca profesor-agregat la aceeași catedră, pentru ca, la 15 martie 1905, să devină profesor titular al Catedrei, pe care o va conduce până în 1929, când este chemat la conducerea catedrei de Paleontologie a Universității din București.

## Activitatea universitară
În învățământul superior, Simionescu a funcționat aproape 30 de ani la Universitatea din Iași și peste 10 ani la Universitatea din București. El este autorul primului și singurului Tratat de geologie din literatura de specialitate din România în care, ca bază de tratare, a folosit preponderent materialul oferit de pământul românesc.
Pe aceleași coordonate se înscrie și volumul Introducere în paleontologie (1928), ambele cărți constituind o bază modernă de documentare pentru învățământul superior de profil.
Lui Ion Th. Simionescu îi revine meritul de a fi pus bazele organizării Laboratorului de Geologie și celui de Geografie de la Universitatea din Iași. El pornea de la ideea că un învățamânt modern trebuie să dispună de condiții care să asigure tinerelor generații însușirea unor cunoștințe strâns legate de practică și realitățile vieții.
Ion Th. Simionescu a fost un mare pedagog și educator, organizator al invățământului românesc de toate gradele. A fost investit cu diferite sarcini în cadrul Ministerului Educației Naționale. Astfel, în 1905 este numit pe termen de 5 ani membru în Consiliul General al Învățamântului, din 1914 până în 1918 este secretar general în același minister, iar din 1939 este președintele Consiliului Permanent al Ministerului. De asemenea, a fost decan al facultății de științe și rector al Universității din Iași.

## Activitatea științifică
Recunoscându-i-se înalta sa autoritate de savant și om de cultură, I. Simionescu a fost învestit cu supreme, demnități științifice, începând cu cea de președinte al Societății Române de Științe (1930), președinte al Societății de Geologie (1932) și terminând cu aceea de președinte al Academiei Române (1940).
Recunoașterea meritelor excepționale ale lui Simionescu în paleontologia și stratigrafia Mezozoicului european reiese deosebit de clar din faptul că lucrarile sale au fost și sunt folosite în elaborarea celor mai mari tratate și monografii publicate de-a lungul timpului. Este suficient să menționam că încă de la tratatul asupra Cretacicului al lui Kilian (1910) și cel de stratigrafie al lui E. Haug (1921) și până la marile tratate de paleontologie din prezent, opera lui Ion Simionescu rămâne o baza de abordare a realităților paleontologice din această parte a Europei.
La cele arătate, trebuie să mai adăugam și valoarea științifică deosebită pe care o prezintă colecțiile de mii de exemplare fosile mezozoice pe care Simionescu le-a adunat, prelucrat și lăsat Muzeului Paleontologic de Originale al Laboratorului de Geologie al Universității din Iași, ele reprezentând un material comparativ inestimabil mult râvnit de toți cei care lucrează în domeniu.
De asemenea, vom aminti și bogata bibliotecă de specialitate adunată cu grijă de profesor decenii la rând și păstrată astazi, ca fond de o deosebită valoare, în cadrul filialei de Geologie-Geografie a Bibliotecii Centrale Universitare „M. Eminescu” din Iași. Multe dintre volume poartă dedicația autografă a autorilor de pe toate meridianele globului, fiind unicate pe plan național.

## Cărți publicate
- Mănăstiri din țară, Satele din România (1926)
- Colțuri de țară (1934)
- Țara noastră (1937)
- Pitorescul României (vol. I-IV, 1939-1942)
- Tinere, cunoaște-ți neamul (1941)
- Flora României, ediția a III-a (1961)
- Tinere, cunoaște-ți țara! (1983)
- Tinere, cunoaște-ți arborii (1983)

## Expoziție virtuală
Expoziție virtuală dedicată împlinirii a 150 de ani de la naștere - BCU IAȘI

## Colecții digitalizate
- Colecții digitalizate BCU IAȘI
- Scrieri despre Ion Th. Simionescu disponibile gratuit în Biblioteca Digitală a BCU IAȘI
- „Iașul și moartea profesorului Ion Simionescu”, articol apărut în „Cetatea Moldovei”, 1944, An.5, Nr.2, p.242-243